# Game Genie

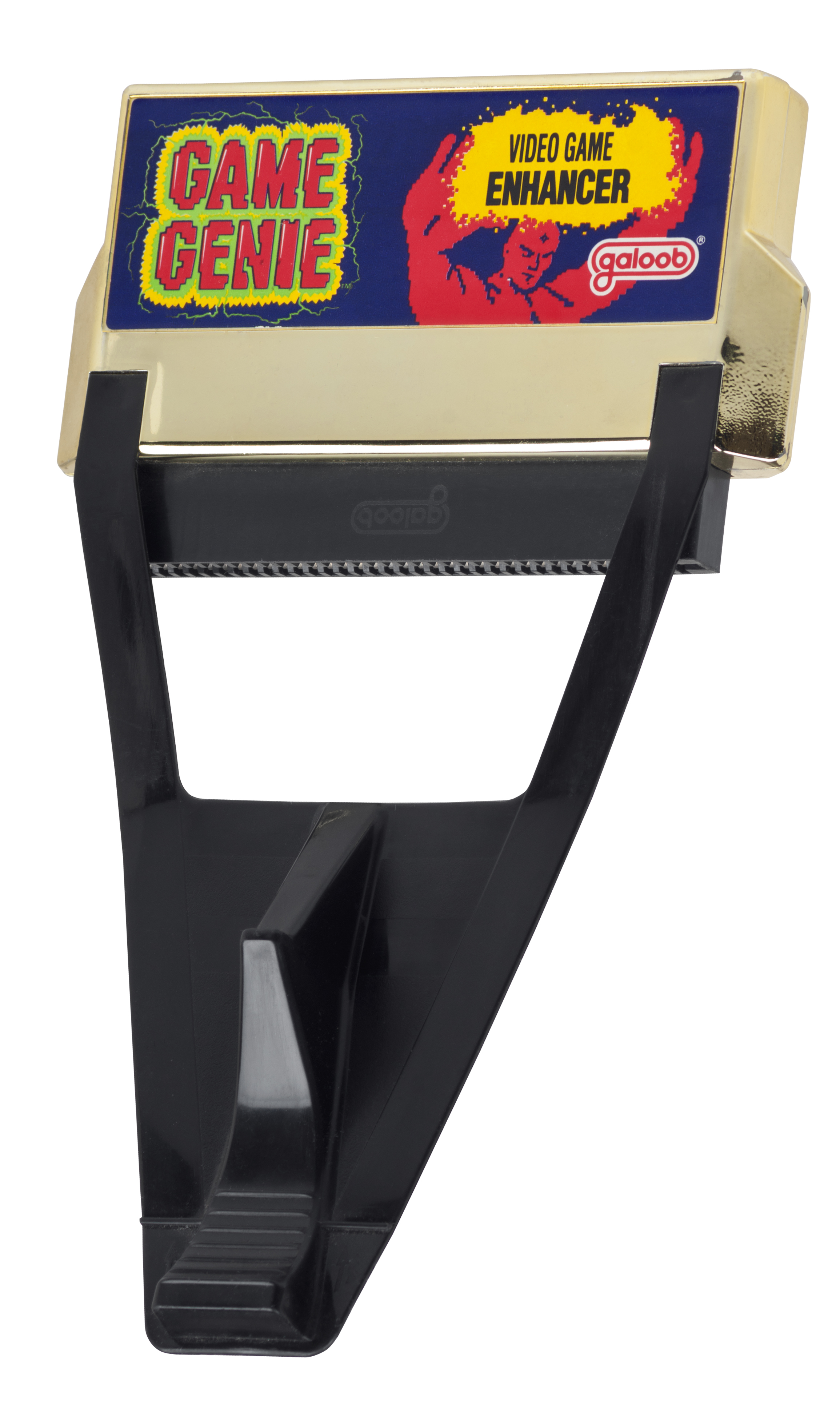
NES Game Genie

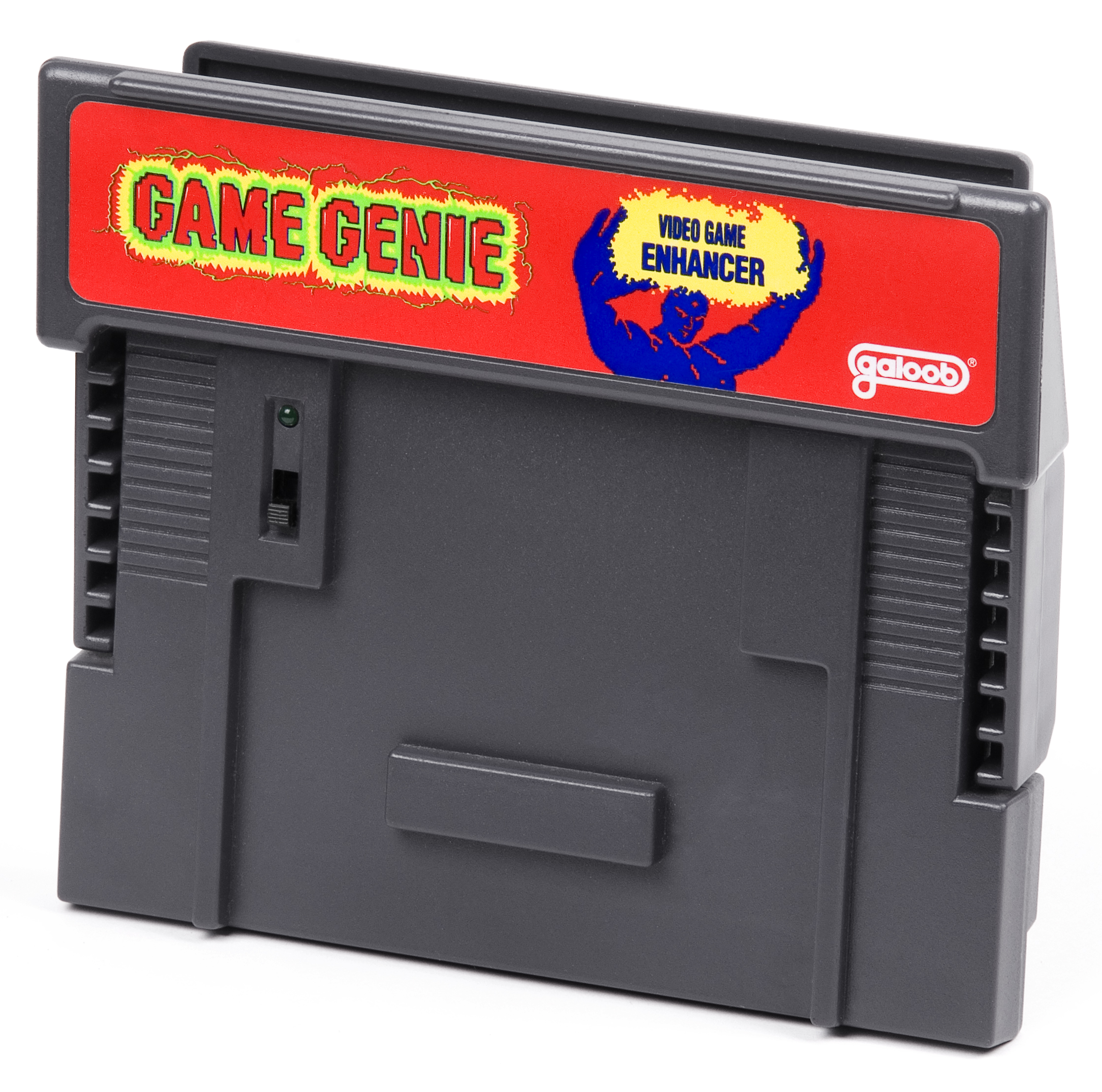
Game Genie voor de Super Nintendo

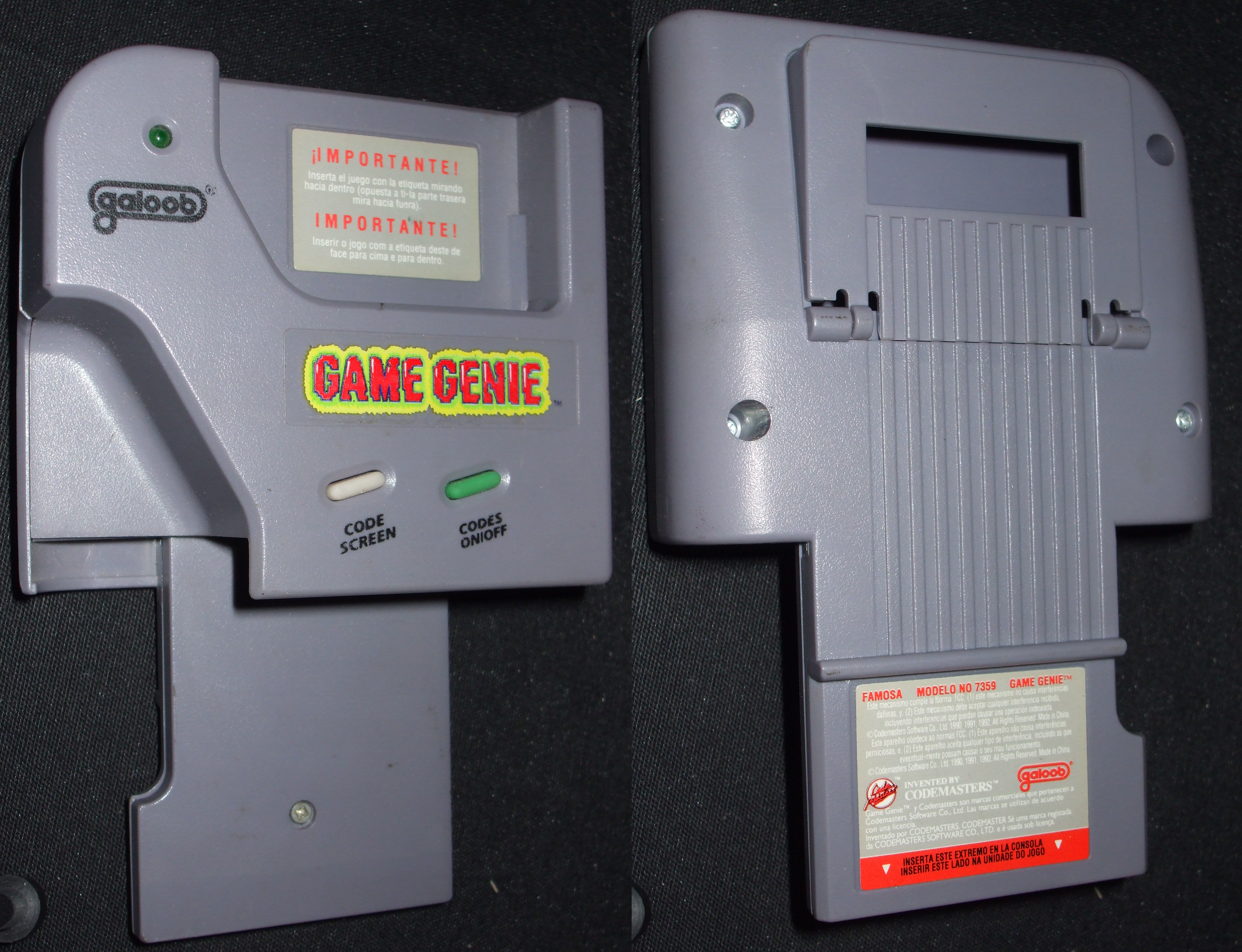
Game Genie voor de Game Boy

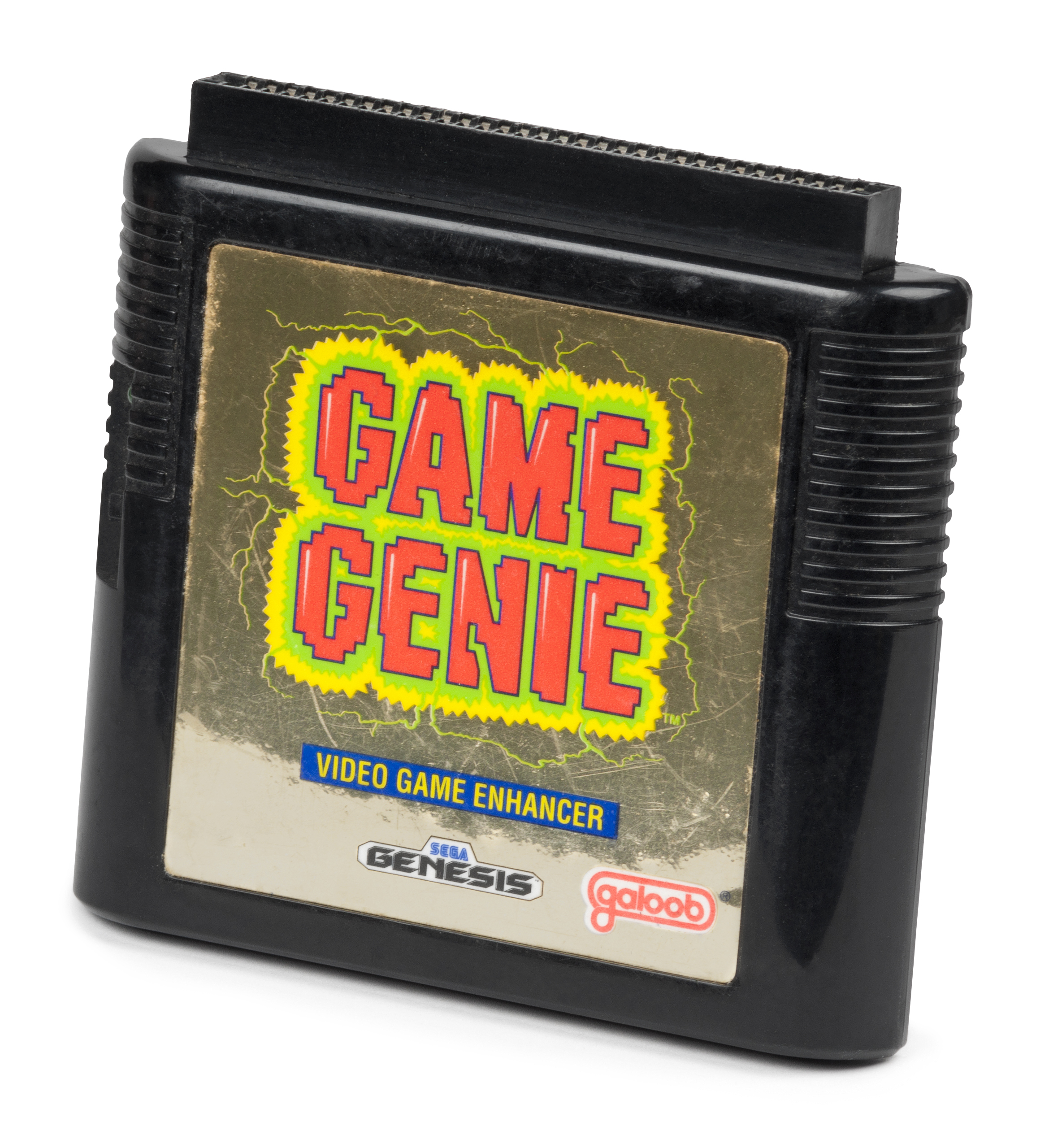
Game Genie-cassette voor de Mega Drive/Genesis.

De Game Genie is een reeks add-on spelcassettes, oorspronkelijk uitgebracht door Codemasters en verkocht door Camerica en Galoob, die werden gebruikt om te kunnen valsspelen in videogames, door er een bestaande spelcassette op aan te sluiten, alvorens deze op een spelconsole af te spelen.

## Geschiedenis
Het eerste apparaat in deze reeks verscheen voor de Nintendo Entertainment System, vervolgens verschenen er ook uitvoeringen voor de Game Boy, Super Nintendo Entertainment System, Sega Mega Drive, en Sega Game Gear.
Elk van deze apparaten veranderde tijdelijk de gegevens van het spel waar deze op stond aangesloten, waardoor de speler kon valsspelen (bijv. het verkrijgen van meer levens, onkwetsbaarheid, oneindig munitie voor wapens, of het spel te doen beginnen in latere levels), verschillende aspecten van het spel manipuleren, (bijv. sneller lopen, hoger springen), en soms ook toegang krijgen tot ongebruikte gebieden of functies.
De Game Genie staat bekend als een van de eerste gebruikersvriendelijke "speluitbreidingen" door de binaire code van een spel direct aan te passen. Wereldwijd zijn vijf miljoen exemplaren van de oorspronkelijke Game Genie verkocht.